# الیر ۱۰۸۱۴۰
سیارک ۱۰۸۱۴۰ (به انگلیسی: 108140 Alir، نامگذاری:2001HO) صد و هشت هزار و صد و چهلمین سیارک کشف شده‌است که در ۱۶ آوریل ۲۰۰۱ کشف شد.